# Sunlight avenue
「sunlight avenue」（サンライト・アベニュー）は、寺島拓篤の楽曲。寺島自身が作詞、中土智博が作曲を手掛けた。寺島の6枚目のシングルとして2016年8月17日にLantisから発売された。
表題曲は主人公・城田真昼役で出演のテレビアニメ『SERVAMP-サーヴァンプ-』のエンディングテーマとして使用された。アニメのタイアップは自身初となる。

## 収録曲
（全作詞：寺島拓篤）
1. sunlight avenue [4:00]
  - 作曲・編曲：中土智博
  - テレビアニメ『SERVAMP-サーヴァンプ-』エンディングテーマ
2. working high! [2:45]
  - 作曲・編曲：日高央
3. いつもの場所で [5:26]
  - 作曲・編曲：渡部チェル
4. sunlight avenue（instrumental）
5. working high!（instrumental）
6. いつもの場所で（instrumental）